# Kifa Kamlaango
Kifa Kamlaango ist eine winzige Insel von Somalia. Sie gehört politisch zu Jubaland und geographisch zu den Bajuni-Inseln, einer Kette von Koralleninseln (Barriereinseln), welche sich von Kismaayo im Norden über 100 Kilometer bis zum Raas Kaambooni nahe der kenianischen Grenze erstreckt.

## Geographie
Die Insel liegt in der Bucht Kiyaambo, vor der Südspitze der Landzunge Buurgaal. Die Insel bildet die Verlängerung des Riffs und nach Südwesten schließt sich das Hood Reef an, welches direkt in der Mündung des Flusses Buur Gaabo liegt, dann schließt sich noch die Felseninsel Keti-Keti an. Im Süden ist die nächstgelegene Insel in größerer Entfernung Buur Howla außer dem Riff Scogli Ago.

## Klima
Als Klima herrscht heißes Steppenklima mit Monsuneinfluss.